# Рубль Индо-Китайского банка
Рубль Индо-Китайского банка — не выпущенные в обращение банкноты, предназначавшиеся для отделения Индо-Китайского банка во Владивостоке.
В декабре 1918 года французская военная миссия и владивостокское отделение французского Индо-Китайского банка обратились к Российскому правительству Колчака с просьбой о разрешении выпуска банкнот. Выпуск был разрешён военачальником, а в январе 1919 года — одобрен министром финансов Франции. Заказ на изготовление купюр был передан американской American Bank Note Company. В августе 1919 года образцы банкнот были переданы на утверждение в банк.
Однако 15 ноября 1919 года Омск был занят войсками Восточного фронта Красной армии. В связи с изменением ситуации данные банкноты было решено в обращение не выпускать.

## Описание
В нижней части аверса купюр указан изготовитель — American Bank Note Company. На русском и французском языках указана дата (12 февраля 1919 года) и обязательство возмещения предъявителю банкнот чеком или переводом в Париж по курсу: 1 рубль = 60 французских сантимов. Текст обязательства повторён на реверсе, но только на русском языке. На обеих сторонах купюр — обозначение номинала цифрами и текстом на русском и французском языках.
| Изображение     | Изображение       | Номинал    | Размеры (мм) | Основные цвета    | Серии |
| Лицевая сторона | Оборотная сторона | Номинал    | Размеры (мм) | Основные цвета    | Серии |
| --------------- | ----------------- | ---------- | ------------ | ----------------- | ----- |
|                 |                   | 5 рублей   |              | синий             | A     |
|                 |                   | 25 рублей  |              | зелёный           | A, B  |
|                 |                   | 100 рублей |              | красно-коричневый | A     |
|                 |                   | 500 рублей |              | коричневый        | A     |